# Zasada wzajemności (fizyka)
Zasada wzajemności – ogólne prawo fizyczne dotyczące wzajemnej relacji zjawisk prostych i odwrotnych.
Stwierdza ono, że jeśli istnieje jakieś zjawisko proste (przyczyna A wywołuje skutek B), to istnieje także zjawisko odwrotne (przyczyna B wywoła skutek A).
By opisać nietrywialne przykłady tej wzajemnej relacji wyróżnimy najpierw dwa rodzaje zjawisk:
Zjawisko główne – takie zjawisko fizyczne, w którym przyczyna wywołuje skutek tej samej natury fizycznej. Np. wydłużanie się drutu pod wpływem siły rozciągającej, przyrost temperatury w wyniku ogrzewania, przepływ ciepła wskutek różnicy temperatur, przepływ prądu elektrycznego pod wpływem przyłożonego napięcia.
Zjawisko sprzężone – takie zjawisko fizyczne, w którym przyczyna wywołuje skutek innej natury fizycznej. Np. rozszerzanie się drutu wskutek ogrzewania, przyrost temperatury drutu wskutek jego rozciągania, przepływ ciepła wskutek działania przyczyn natury nietermicznej, przepływ prądu elektrycznego wskutek działania przyczyn natury nieelektrycznej.
Widać, że zjawiskom głównym towarzyszą zjawiska sprzężone, np. rozciąganiu drutu towarzyszy zarówno przyrost temperatury drutu, jak i jego wydłużanie się.

## Przykłady
Załóżmy, że podgrzewamy metalowy drut, nie tylko zwiększy się jego temperatura (zjawisko główne), zwiększy się także jego długość (zjawisko sprzężone). Zgodnie z zasadą wzajemności można oczekiwać, że rozciągając drut (przykładając siłę), nie tylko wydłuży się (zjawisko główne), ale i ogrzeje – nastąpi przemiana energii mechanicznej na cieplną (zjawisko sprzężone).
Możemy więc powiedzieć, że wydłużenie wskutek ogrzania jest zjawiskiem prostym, a ogrzanie wskutek rozciągnięcia – zjawiskiem odwrotnym (kwestia określenia tego co jest „proste”, a co „odwrotne” jest sprawą konwencji).
Inny przykład: odkształcając ciało zauważamy, że wytwarza się w nim różnica potencjałów – pole elektryczne (zjawisko proste), jednocześnie przykładając pole elektryczne do tego ciała możemy, znów, zgodnie z zasadą wzajemności, oczekiwać, że wywołamy jego odkształcenie (zjawisko odwrotne). Jeśli odkształcenia te są proporcjonalne do natężenia pola elektrycznego, co ma miejsce tylko w przypadku tzw. piezoelektryków, to mówimy odpowiednio o efektach piezoelektrycznym prostym i odwrotnym. Oprócz tej specjalnej grupy materiałów, wszystkie ciała odkształcają się proporcjonalnie do kwadratu natężenia pola. Zjawisko to nazywa się elektrostrykcją i jest jednak na ogół bardzo słabo widoczne.

## Wybrane zjawiska sprzężone
W poniższych tabelach jednakowym kolorem oznaczono zjawiska sprzężone. Na przekątnych znajdują się zjawiska główne, tzn. nieposiadające sprzężonego z nim zjawiska odwrotnego.

### Zjawiska sprzężonekwazistatyczne(odwracalne)
| Skutek                                  | Przyczyna                                                                                  | Przyczyna                                                | Przyczyna                                                | Przyczyna                                                                               |
| Skutek                                  | Siła (wytwarzanie naprężeń)                                                                | Ciepło (ogrzewanie lub oziębianie)                       | Pole elektryczne (statyczne)                             | Pole magnetyczne (statyczne)                                                            |
| --------------------------------------- | ------------------------------------------------------------------------------------------ | -------------------------------------------------------- | -------------------------------------------------------- | --------------------------------------------------------------------------------------- |
| Zmiana kształtu i rozmiaru              | efekt sprężysty                                                                            | rozszerzalność cieplna (odwrotny efekt piezokaloryczny)  | 1. odwrotny efekt piezoelektryczny 2. elektrostrykcja    | 1. odwrotny efekt piezomagnetyczny 2. magnetostrykcja (odwrotny efekt magnetosprężysty) |
| Zmiana temperatury                      | efekt piezokaloryczny (odwrotny do rozszerzalności cieplnej)                               | pojemność cieplna                                        | efekt elektrokaloryczny (odwrotny efekt piroelektryczny) | efekt magnetokaloryczny (odwrotny efekt piromagnetyczny)                                |
| Zmiana stanu polaryzacji dielektrycznej | 1. efekt piezoelektryczny (prosty)                                                         | efekt piroelektryczny (odwrotny efekt elektrokaloryczny) | polaryzacja dielektryczna                                | (nie zaobserwowano)                                                                     |
| Zmiana stanu namagnesowania             | 1. efekt piezomagnetyczny (prosty) 2. efekt magnetosprężysty (odwrotny do magnetostrykcji) | efekt piromagnetyczny (odwrotny efekt magnetokaloryczny) | (nie zaobserwowano)                                      | magnesowanie                                                                            |

### Zjawiska sprzężone nieodwracalne występujące przy braku obecności pola magnetycznego
| Skutek          | Przyczyna                 | Przyczyna             |
| --------------- | ------------------------- | --------------------- |
| Skutek          | różnica potencjałów       | różnica temperatur    |
| przepływ prądu  | przewodnictwo elektryczne | efekt Thomsona        |
| przepływ ciepła | efekt Peltiera            | przewodnictwo cieplne |

### Zjawiska sprzężone nieodwracalne występujące w obecności pola magnetycznego
| Skutek          | Przyczyna            | Przyczyna          |
| --------------- | -------------------- | ------------------ |
| Skutek          | różnica potencjałów  | różnica temperatur |
| przepływ prądu  | efekt Halla          | efekt Nernsta      |
| przepływ ciepła | efekt Ettingshausena | efekt Righi-Leduca |